# Comtat de Saintois
El comtat de Saintois fou una jurisdicció feudal del Sacre Imperi Romanogermànic situada al sud de Toul, a l'est del Soulossois i a l'oest del Chaumontois. El Saintois i el Soulossois sembla que es van administrar conjuntament. En la partició establerta a Meerssen el 8 d'agost del 870, la regió del "comitatum Suentisium (et) Solocense" va quedar per a Lluís el Germànic. El comtat de Vaudemont es va formar més tard amb la part sud del Saintois.
Un comte anomenat Hug és citat com a comte el 9 d'octubre del 891 en una donació a l'església de Toul del rei Arnulf de Caríntia. Ricuí comte de Charpeigne apareix esmentat per primer cop l'1 de novembre de 1007, fill d'un comte Lluís (I) en una donació del rei Enric II d'Alemanya (després emperador) al bisbe de Bamberg; després altre cop el 1019 en un document que explica un acord entre el bisbe Bertold de Toul i un tal Olric, subscrit per un comte Ricuí, el seu pare Lluís, el seu fill Lluís i el seu germà Teodoric ("Riquini comitis, Ludovicus comitis patris eius, item Ludovici filii eius, Theodorici fratris eius"); i per tercera vegada quan l'emperador Conrad II va confirmar propietats al monestir de Sant Llorenç a Dieulouard al comtat de Ricuí el 2 de maig de 1028; però sempre com a comte de Charpeigne fins que ho fa com a comte de Saintois en una donació de Brunó, bisbe de Toul al priorat de Deuilly datada el 1044; després Ricuí comte del "Segetensis" ("Segetensis pagi ubi…comite Ricuino juniore") va subscriure una carta el 1052 en què Udó bisbe de Toul feia una donació a l'abadia de Bleurville. Aquest Ricuí es va casar amb Matilde que probablement seria Matilde d'Egisheim, filla del comte Hug V d'Alsàcia, comte de Nordgau. Si fou així serien els pares de Lluís (II) comte de Mousson, parent del papa Lleó IX (el papa seria el seu oncle matern) i tronc dels comtes de Bar i Mousson. Ricuí i Matilde van tenir dos fills més, Sigebod, al qual es dona el títol de comte, casat amb Matilde de Lotaríngia (filla de Goteló I de Baixa Lotaríngia) que fou morta pel seu marit, i Udó, bisbe de Toul successor de Brunó el 1052, mort el 24 de juny de 1069.
Hauria arribat per herència en circumstàncies desconegudes a Gerard I de Lorena a la segona meitat del segle XI i aquest n'hauria cedit una part per formar el comtat de Vaudémont.